# Ricardo Martins Barbosa
Ricardo Martins Barbosa (Biguaçu, 9 de maio de 1853 — Florianópolis, 9 de maio de 1925) foi um jornalista, empresário e político de Santa Catarina no período final do Império brasileiro e início da República Velha.

## Vida
Filho do comerciante português João Martins Barbosa, cuja infância fora marcada pelo cerco do Porto, e de Maria Antônia Regis Barbosa, nasceu na localidade de São Miguel da Terra Firme, depois parte do município de Biguaçu.
Irmão do jornalista e político Lídio Martins Barbosa, ambos abolicionistas e republicanos, e sogro do industrial Eurico Fontes, filho do comerciante e político Manoel Antônio Fontes, líder local de Itajaí na Revolução Federalista em Santa Catarina (1893-1894). 

## Carreira política
Foi deputado à Assembleia Legislativa Estadual de Santa Catarina na 1ª legislatura (1891 — 1893).